# Tříčlenná bilanční metoda
Tříčlenná bilanční metoda (čínsky v českém přepisu san-ču ťie-suan, pchin-jinem sānzhù jiésuàn, znaky zjednodušené 三柱结算, tradiční 三柱結算) byl systém jednoduchého účetnictví používaný v Číně za dynastie Čou a následujících staletích. Nazvaná byla podle způsobu uzavírání účetních knih, když základní (trojčlennou) rovnicí bylo „příjmy − výdaje = saldo“.
Na přelomu 9. a 10. století koncem říše Tchang byla zdokonalena ve čtyřčlennou bilanční metodu, která se v následující ekonomice sungské Číny výrazně rozšířila a tříčlennou metodu postupně nahradila.

## Vznik a popis
S rozvojem státních institucí v Číně se zvyšovala i složitost účetních záznamů. Za dynastie Čou (11. – 3. století př. n. l.) se objevili specializovaní úředníci mající na starosti státní účty. Rozvoj účetních metod odpovídal postupnému růstu státních i komerčních aktivit. Účetní dynastie Čou používali rozpočtové účty, kontrolu výdajů, pravidelné (desetidenní, měsíční, roční) zprávy, vládní audit. Byla formulována potřeba přesnosti, aktuálnosti a důvěryhodnosti účetních knih, zavedeno bylo i systematické zdanění.
Používaný systém jednoduchého účetnictví nazývali tříčlenná bilanční metoda (či tříoddílová, doslova „třípilířová/třísloupová“, 三柱结算, san-ču ťie-suan). Pro tehdejší účtování byly charakteristické jednoduché zápisy, rozdělení a klasifikace účtů při používání dvou typů knih – deníku (草流, cchao liou) a hlavní kniha (總淸, cung čching). Transakce byly zapisovány do deníků po sobě jak následovaly. Zápisy začínaly vstupním označením účetních případů – příjmy byly značeny znakem žu (入), výdaje čchu (出), pokračovaly popisem transakce a nakonec byla uvedena částka. Knihy byly uzavírány s použitím tříčlenné metody, jejíž základní (trojčlennou, odtud pojmenování metody) rovnicí bylo:
příjmy (žu) − výdaje (čchu) = saldo (余, jü).
Ze zdokonalování účetních postupů se v tchangském období objevil systém tří základních typů účetních knih, v němž účetní používali memorandum (cchao liou), deník (細流, si-liou) a hlavní knihu (cung-čching). nebo cchao liou (memorandum), ž’-čching pu (日淸, deník) a tche-čching pu (hlavní kniha). O každé transakci byl pořízen záznam (memorandum). Koncem dne byly záznamy zapsány do deníku, přičemž pro důležité skupiny transakcí existovaly podřízené deníky. Každých deset dní byly zápisy z deníku přepsány do hlavní knihy.
Počátkem 10. století, tříčlennou metodu čínští účtaři rozvinuli v metodu čtyřčlennou. V ní bylo v závěrečné rovnici dosavadní saldo nahrazeno dvěma položkami – počátečním a konečným stavem účtu.